# Cavarzere
Cavàrzere  (pronuncia: /kaˈvarʣere/, Cavàrxare in veneto) è un comune italiano di 12 364 abitanti della città metropolitana di Venezia in Veneto.

## Geografia fisica

### Territorio

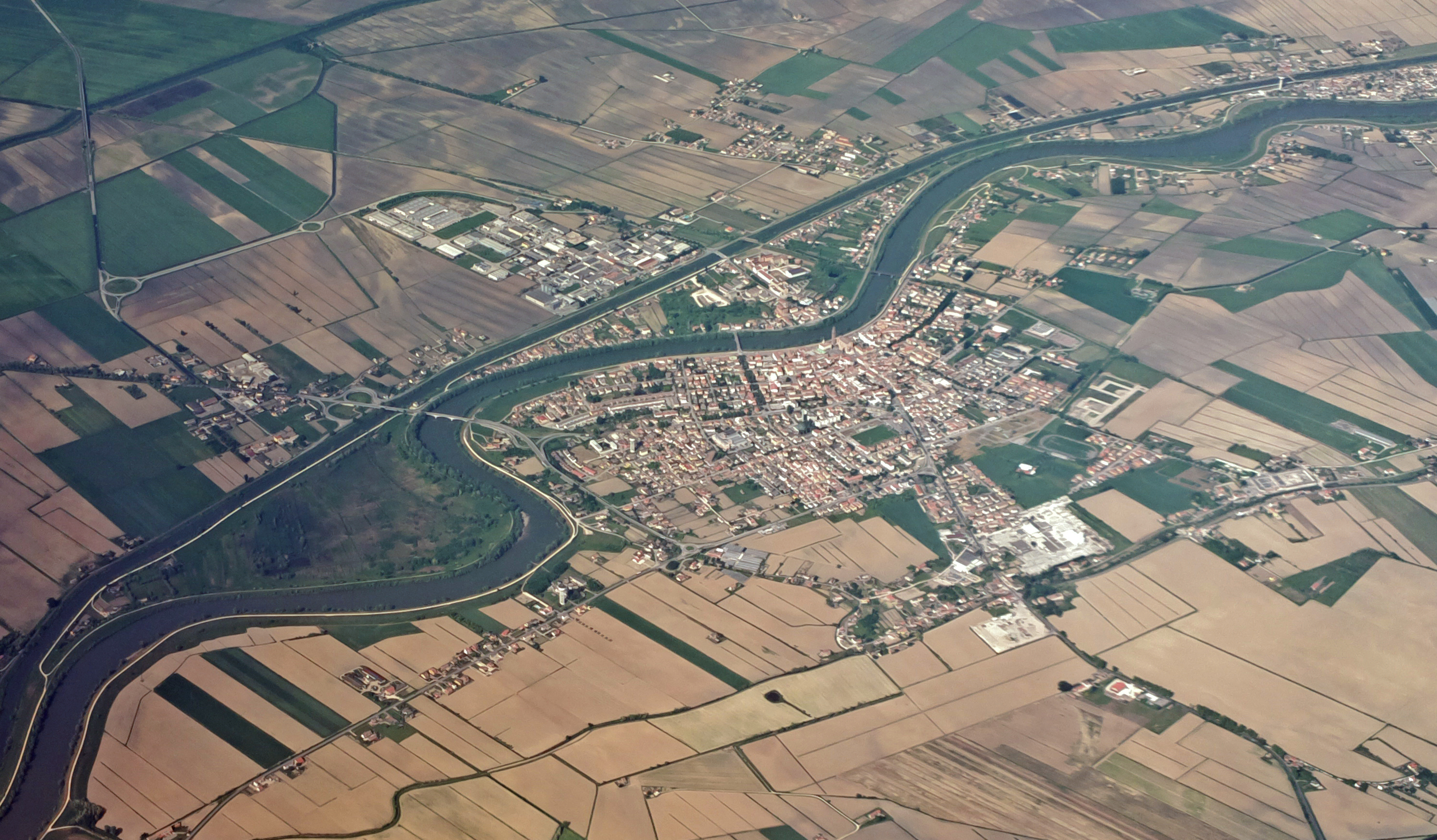
Veduta aerea del centro abitato con la grande macchia verde della ZPS le Marice, sulla sinistra.

Il territorio comunale fa parte della Pianura Veneta ed è per questo totalmente pianeggiante. Tuttavia il passato di zona paludosa porta ancora le sue tracce: ampie porzioni del territorio comunale sono infatti sotto il livello del mare. Per eliminare definitivamente gli acquitrini da Cavarzere sono stati costruiti e corretti molti alvei di canali oltre ad essere stata rinforzata l'arginatura dell'Adige.
Il centro abitato è attraversato dal fiume Adige, il quale ha cambiato il suo corso più volte e in particolare ha probabilmente assunto il corso attuale nel 589, dopo il disastroso evento della rotta della Cucca. Oltre a questo, scorrono all'interno del limiti amministrativi comunali il Gorzone, la Botta, il Tartaro-Osellin. L'Adigetto e il Canal dei Cuori segnano i confini del comune di Cavarzere rispettivamente a sud e a nord.

### ZPS le Marice
Nel territorio di Cavarzere, poco distante dal centro è presente una Zona Protetta Speciale (ZPS) comunemente chiamata Marice ma il cui nome ufficiale è ZPS Palude le Marice. Si tratta di un'area palubre (laghi eurofici naturali) di circa 46 ettari situata fra gli argini dell'Adige e del Gorzone di elevato interesse nazionale e comunitario. Quest'area protetta è un sito di Interesse Comunitario (SIC) estremamente importante per la ricchezza di biodiversità in essa contenuta e fa parte della cosiddetta Rete Natura 2000: il principale strumento della politica dell'Unione Europea per la conservazione della biodiversità.
La zona pur essendo estremamente importante è poco catalogata, fra le specie note vi sono falchi della palude, aironi, gru, ardeide e moltissimi altri piccoli uccelli. La vegetazione è prevalentemente composta da Magnopotamion o Hydrocharition.

## Storia
La località nacque come avamposto fortificato di Adria e fu solo in seguito occupato dai Romani. Dalle Fossiones philistinae, il sistema di arginatura dell'Adige che si trovavano poco più a nord, prese il nome di Caput aggeris, che divenne quindi Caputargilis, quindi Caodarzere in veneto e Cavarzere in italiano.
Anticamente compresa nella Laguna di Venezia, fu in seguito rifugio per le popolazioni della zona in occasione dell'invasione degli Unni nel 452 e dei Longobardi nel 568. Sin da allora fece parte della Venezia Marittima, evolutasi poi nel Ducato di Venezia.
Nel XII secolo era retto da un podestà inviato dalla Repubblica di Venezia.
Nel XVI secolo il castello venne abbattuto: al suo posto ora vi è il duomo e gli argini del fiume Adige. Lo stemma della città raffigura ancora l'antico castello.
Durante la Repubblica Cisalpina il territorio comunale di Cavarzere venne smembrato in tre comuni: Cavarzere Destro, San Giuseppe e Rottanova. In seguito al Trattato di Campoformio, Cavarzere Destro finì sotto il dominio dell'Austria e Cavarzere Sinistro (Rottanova) sotto il dominio napoleonico insieme a San Giuseppe, recidendo così il suo legame con Venezia.
Nel 1923 doveva essere divisa tra le province di Rovigo e di Venezia, ma le proteste della popolazione fecero recedere da questo proposito.
Nel 2004 ha avuto il riconoscimento del titolo di città con decreto del Presidente della Repubblica.

### Catastrofi e guerre in tempi recenti
Subì i danni dell'alluvione del Polesine del 17 settembre 1882.
Fu quasi completamente rasa al suolo dai bombardamenti durante la seconda guerra mondiale, prima di essere liberata dal generale Riccardo Bisogniero, e per questo motivo si è gemellata con Cassino.
Subì i danni dell'alluvione del Polesine del 14 novembre del 1951, decretando un drastico calo della popolazione residente. Settimo Torinese, anch'essa gemellata, fu una delle destinazioni degli sfollati, che vi si trasferirono permanentemente, oltre ad altre località del Veneto e della Lombardia.

### Simboli
Nello stemma comunale è raffigurato al naturale l'antico castello che fu abbattuto per la costruzione del duomo (XVI sec.) e degli argini sull'Adige. Cavarzere venne fortificata sin dalle origini servì da rifugio durante l’invasione degli Unni, nel 452, per i padovani e gli abitanti di Este.
Il gonfalone è un drappo di azzurro.

## Monumenti e luoghi d'interesse

### Architetture civili e militari

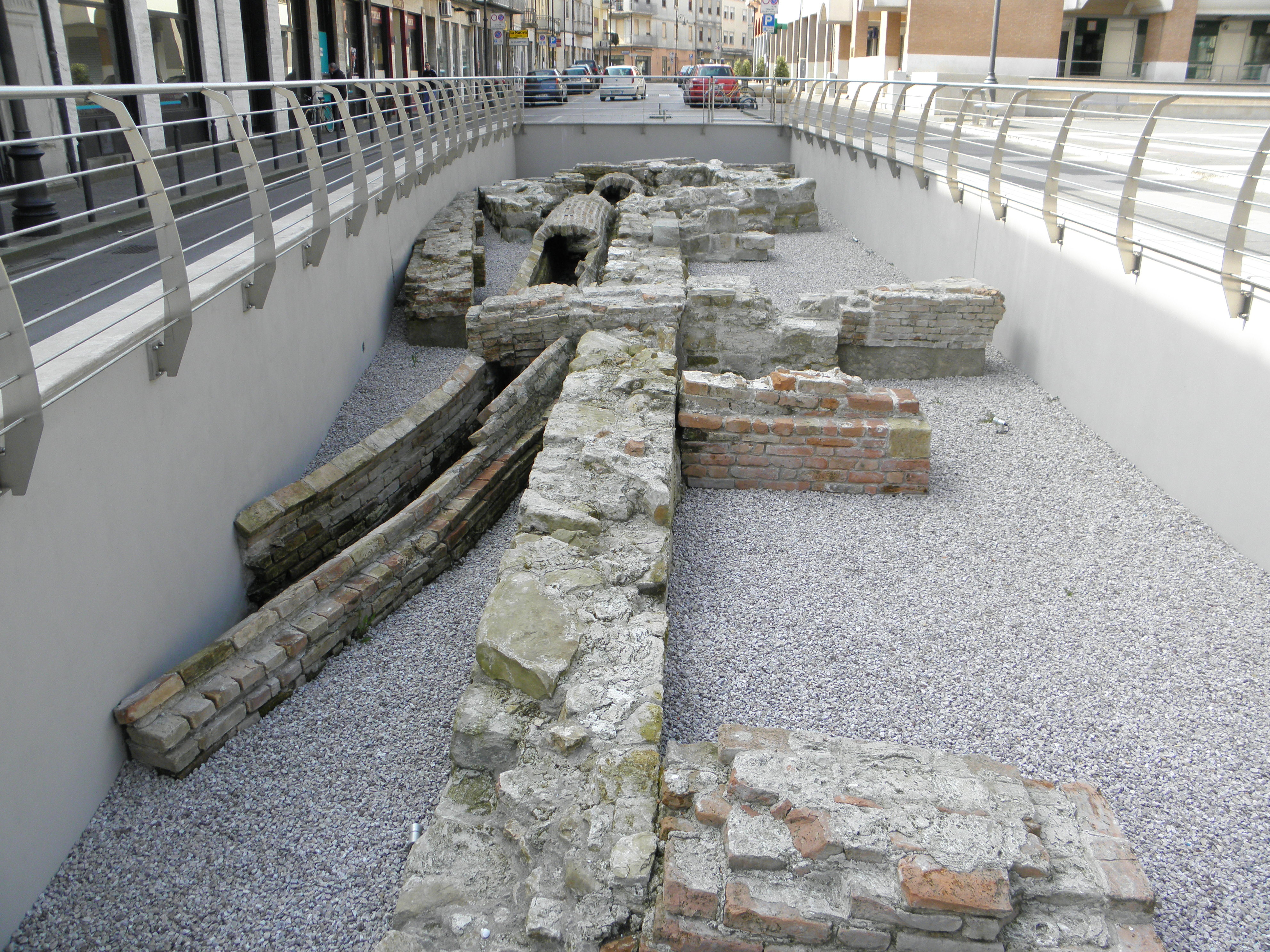
Le antiche fondamenta ritrovate in via dei Martiri

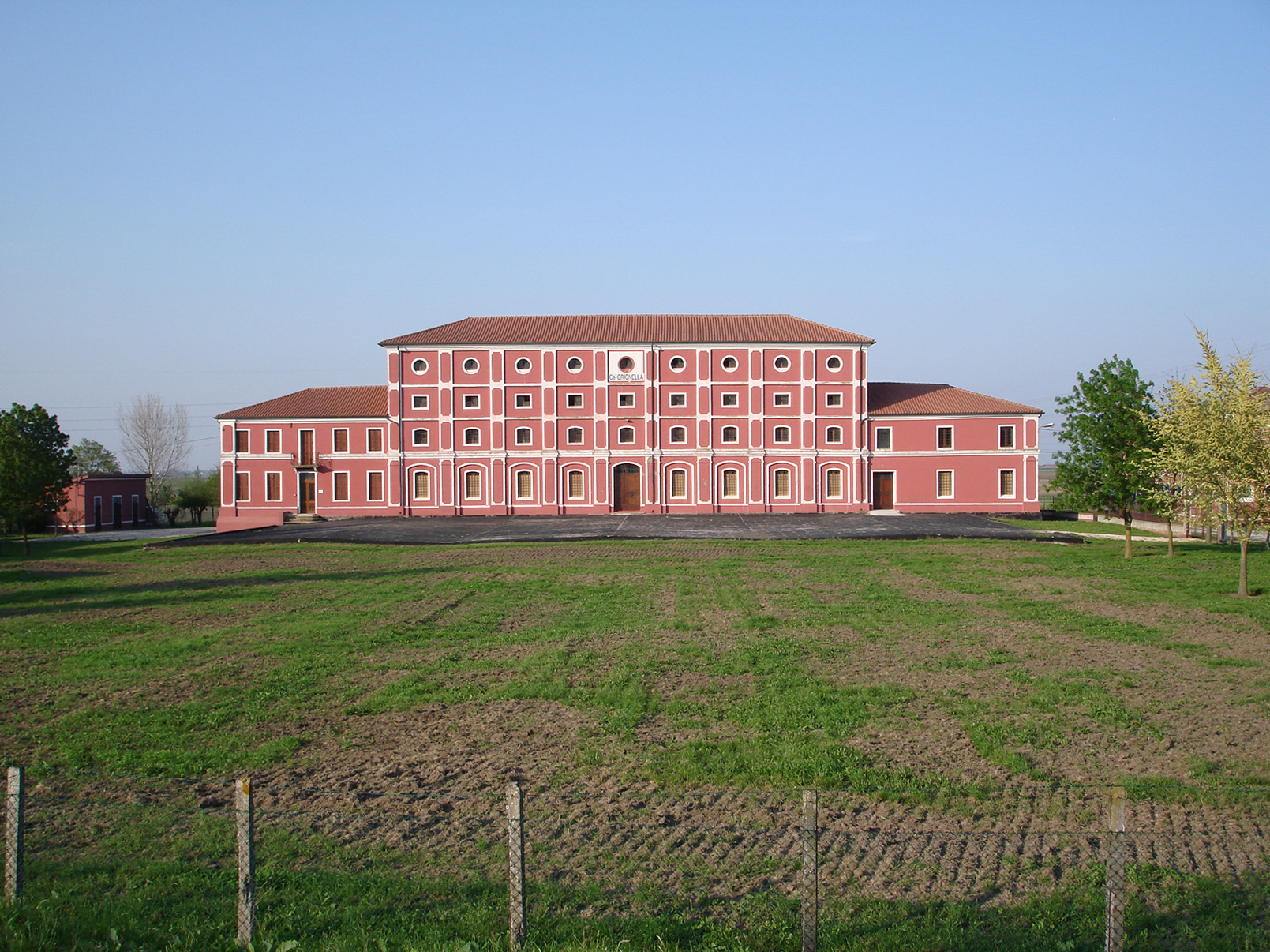
Palazzo Silimbani, a Grignella (una frazione di Cavarzere)

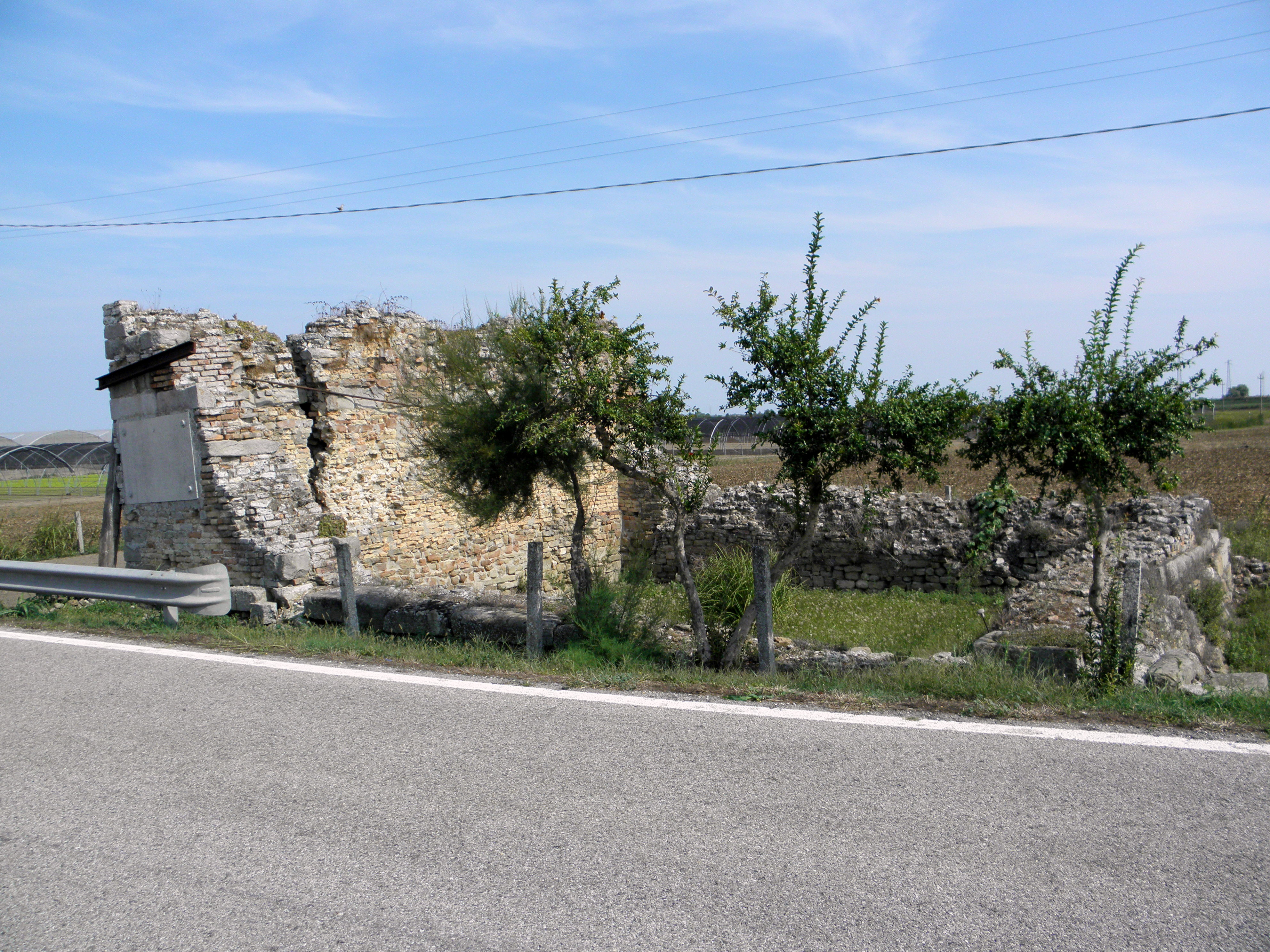
I resti della Torre delle Bebbe, sul confine con Chioggia

#### Il castello
Il castello, descritto come «gran fortezza e bella, fornita di armi e vettovaglie», fu abbattuto nel XVI secolo per la costruzione della chiesa di San Mauro e degli indispensabili argini sul fiume.

#### Il muraglione dell'argine
Gli argini sono costituiti da un muraglione in mattoni faccia a vista con scalinate per accedere all'argine. Conserva le testimonianze delle distruzioni della seconda guerra mondiale, con i fori causati dai proiettili delle fucilate.

#### Il municipio e la torre campanaria
Il municipio ha come sede il palazzo Barbiani, costruito nel 1892 dall'architetto Barbiani di Bologna, il quale curò inoltre il progetto della torre campanaria alta 65 m, una tra le più alte in Veneto.

#### La torre delle Bebe
La Torre delle Bebbe, ora sito archeologico, fu una fortificazione militare strategica della Serenissima Repubblica di Venezia. Fu edificata tra il 742 ed il 755. Si tratta del punto più a est del territorio comunale: i suoi resti, infatti, si trovano esattamente sul confine con il comune di Chioggia (di cui fanno parte) ma il presidio militare era originariamente composto da più fortilizi.

#### La colonna marciana
In seguito alla protesta cittadina avvenuta a Cavarzere nel 1923, la Provincia di Venezia donò al comune una colonna cilindrica sovrastata dal Leone di San Marco per ringraziare i cittadini della loro fedeltà dopo che questi si erano opposti a dividere parte del territorio con la Provincia di Rovigo. Il leone posto su un capitello neoclassico con stilemmi ionici rivolge lo sguardo a Venezia mentre sul basamento ottagonale della colonna ci sono diverse incisioni fra cui lo stemma di Cavarzere, il fascio littorio e una dedica della regione.

### Architetture religiose

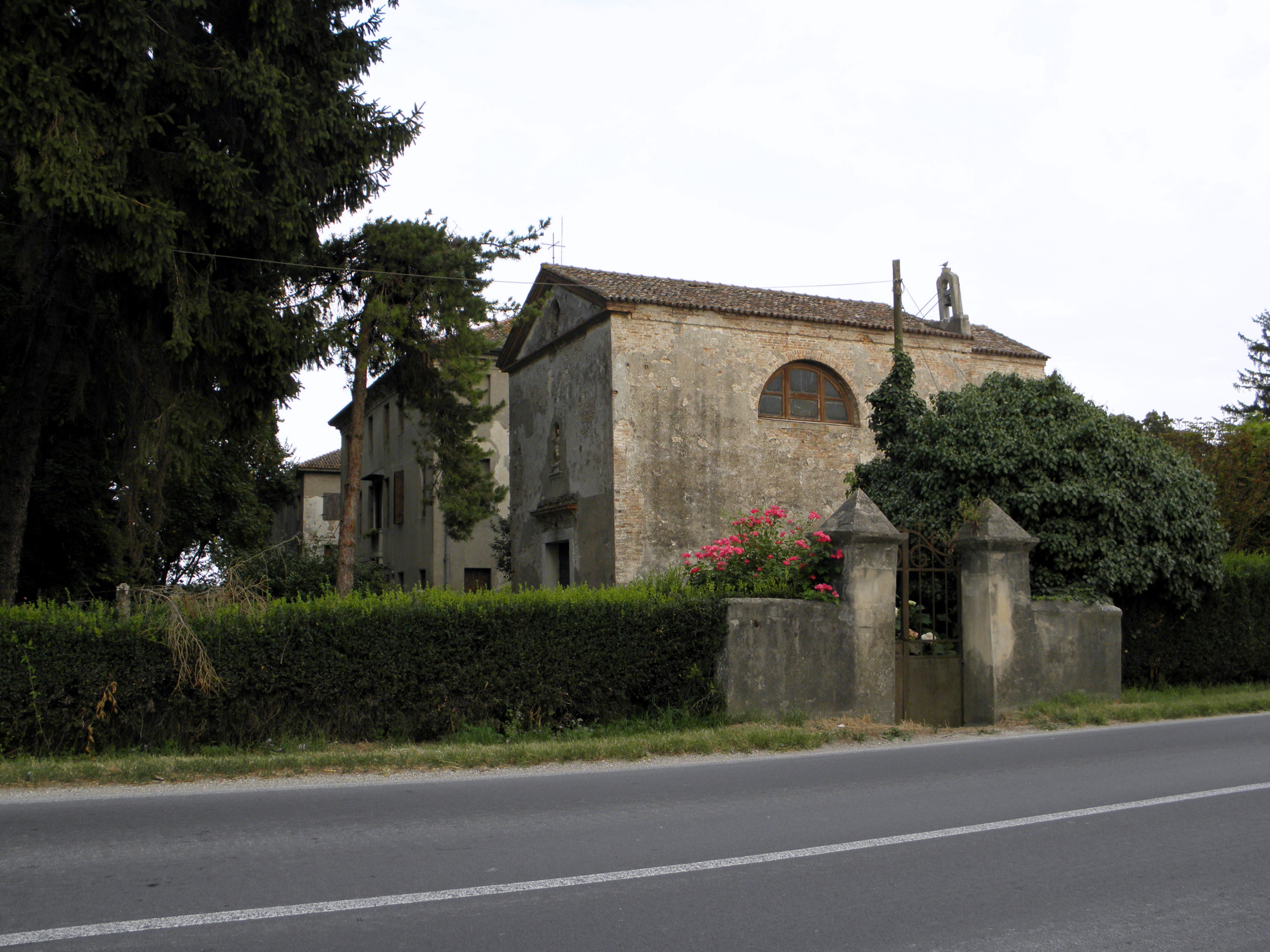
Cappella Gentilizia a Ca' Labia.

Il vicariato di Cavarzere, nell'ambito della diocesi di Chioggia, conta 16 parrocchie e si estende anche oltre il territorio comunale, inglobando il comune di Pettorazza Grimani, parte del comune di Cona (Foresto) e parte del comune di Adria (Ca' Emo e Fasana). 6 sono le unità pastorali a fine 2021:
San Mauro-Passetto-Ca' Briani;
San Giuseppe-Rottanova-Foresto;
Boscochiaro-Vlg. Busonera-S. Gaetano;
San Pietro-Dolfina;
Ca' Emo-Fasana-Botti Barbarighe;
Pettorazza Grimani-Papafava.
- Duomo di San Mauro, dedicato al santo patrono, ed edificato in origine nel XVI secolo; la costruzione attuale è opera novecentesca dell'architetto Guido Cirilli. Nella cappella di questa chiesa è presente un crocifisso divenuto oggetto di attrazione locale: si dice che sia stato costruito con la testa eretta, ma all'improvviso essa si sia chinata. Il crocifisso è opera dello scultore locale Domenico Paneghetti ed è detto Crocifisso del Cìossego (dal soprannome dello scultore, nativo di Boscochiaro).
- cappella gentilizia di Ca' Beadin (o "chiesetta di Ca' Labia"), unica cappella gentilizia rimasta nel territorio, che ospita sculture marmoree della Vergine Assunta e due angeli. Alcune fonti attribuiscono la scultura ad Angelo Marinali altre invece a Giovanni Bonazza (o alla sua scuola).
- chiesa di San Giuseppe, situata oltre l'argine dell'Adige, ricostruita interamente dopo i bombardamenti (con architettura diversa dalla precedente) ospita una reliquia proveniente dalla chiesa di Santa Maria in Vado donata nel 1602 dal veneziano Giulio Tescario.
- chiesa dei padri Canossiani (detta in origine la Scuoletta), presso il municipio, ricostruita dopo i bombardamenti, con campanile a vela.
- chiesa della Madonna di Lourdes o Madonna del Cenacolo, nell'istituto delle suore Canossiane (oggi casa di riposo per sacerdoti anziani), salvatasi dai bombardamenti.
- chiesa dell'ospedale, voluta negli anni cinquanta dall'allora cappellano ospedaliero don Mosè Lionello.
- chiesa di Santa Maria Assunta, a Rottanova, benedetta nel 1866 dall'allora arciprete del duomo di Cavarzere, don Pietro Arrigoni.
- chiesa di San Francesco d'Assisi, a Boscochiaro, costruita anche per volontà dei marchesi Chiara Capilupi e Pietro Rovelli (che si erano stabiliti in località Martinelle), è stata benedetta dal vescovo Ambrosi il 21 maggio 1951 e poi solennemente consacrata dal vescovo mons. Giovanni Battista Piasentini tra il 15 e il 16 novembre 1957. La cappella preesistente, che doveva servire da tomba ai Rovelli, fu invece demolita per metà nel 1955, risultando così ridotta all'attuale sagrestia. Negli anni numerosi sono stati numerosi gli interventi migliorativi e di restauro, l'ultimo dei quali nel 2021 e riguardante la copertura della chiesa, gli infissi, la pavimentazione, gli impianti, il riscaldamento e la ritinteggiatura.

### Altri edifici di interesse
Il teatro comunale "Tullio Serafin", sorge nel centro storico di Cavarzere ed è inglobato all'interno di Palazzo Danielato (già Piasenti) nell'ex plesso scolastico maschile, ora centro civico e biblioteca. Il progetto di questa struttura venne redatto nel 1875 dall'ingegnere comunale Giò Piasenti. Si tratta dell'unico esempio di struttura tardo ottocentesca miracolosamente rimasta in piedi a Cavarzere dopo i bombardamenti del 1945. Il suo recupero è stato ultimato nel 2007, e conta 220 posti a sedere tra platea e galleria.

## Società

### Evoluzione demografica
Abitanti censiti

Il forte calo della popolazione riscontrabile nel grafico è dovuto all'Alluvione del Polesine del novembre 1951: molti sfollati finirono per trasferirsi stabilmente in Piemonte e Lombardia, già destinazione dell'emigrazione locale.

### Etnie e minoranze straniere
Al 31 dicembre 2018 gli stranieri residenti nel comune erano 985. Di seguito sono riportati i gruppi più consistenti.
- Cina, 252
- Marocco, 226
- Romania, 113
- Albania, 110
- Serbia, 76
- Ucraina, 71
- Moldavia, 28

## Cultura

### Istruzione
Tutte le scuole dell'infanzia e del 1° ciclo sono riunite sotto lo stesso Istituto Comprensivo. Si contano in particolare 9 plessi scolastici:
4 scuole dell'infanzia:
- "Carlo Collodi" (centro)
- "Piccoli Angeli" (Boscochiaro)
- "H. C. Andersen" (San Giuseppe)
- "Tullio Serafin" (Ca' Matte)

4 scuole primarie:
- "Dante Alighieri" (centro)
- "Giovanni XXIII" (centro)
- "Lombardo Radice" (Boscochiaro)
- "M. L. Lombardini - via Piave" (San Giuseppe)

1 scuola secondaria di 1º grado:
- "Aldo Cappon" (centro), sede dell'I.C.

La dirigente scolastica è la dott.ssa Ilaria Finotti.
Per quanto riguarda le scuole secondarie di 2º grado, bisogna citare l'Istituto "G. Marconi" (IPSIA, ITIS e IFP) che fa parte dell'Istituto di Istruzione Superiore "Veronese-Marconi" con sede a Chioggia.

## Geografia antropica

### Frazioni

#### Boscochiaro (1150 ab. circa)
Situata tra il fiume Adige e il canale Gorzone, a 4 km da Cavarzere, è la frazione più popolosa del comune e ha inglobato anche le limitrofe località di Sant'Antonio, Viola, Martinelle, Fossacoccola e Buoro. Il toponimo è probabilmente derivato dalla presenza di un "bosco" rado di pioppi e salici. È il paese natale di don Vincenzo Tosello e di Domenico Paneghetti, scultore del miracoloso Crocifisso situato ora nell'omonima cappella in Duomo a Cavarzere. Boscochiaro è l'unica frazione del comune in cui sono ancora funzionanti gli istituti scolastici. La chiesa parrocchiale è consacrata a san Francesco d'Assisi.

#### Rottanova (900 ab. circa)
Situata fra l'Adige e il Gorzone, si trova a circa 5 km dal centro città, paese natale di Tullio Serafin, celebre direttore d'orchestra, e di Antonio Mattiazzo, vescovo emerito di Padova. La patrona della frazione è santa Maria Assunta.
San Pietro d'Adige o di Cavarzere (800 ab. circa)
Situata a 9 km dal centro città, in direzione Chioggia, il centro abitato si estende lungo la sponda sinistra del fiume Adige.

#### Valcerere-Dolfina (200 ab. circa)
Situata a destra del canale Gorzone a 10,5 km da Cavarzere verso Chioggia e confinante con la frazione di San Pietro situata a sinistra del fiume Adige. È presente una piccola chiesa dedicata a sant'Antonio di Padova.

#### San Gaetano (160 ab. circa)
Situata a circa 11 km dal capoluogo, il piccolo centro cittadino si riversa sulla sponda sinistra del canale Gorzone.

#### Passetto-Grignella (800 ab. circa)
Passetto è situata a circa 5 km e Grignella a 8 km da Cavarzere in direzione Adria-Rovigo-Loreo, fra l'Adigetto e la Botta, limitrofe alle località di Ca' Briani, Punta Pali e Pareole.

#### Villaggio Busonera (350 ab. circa)
Situata tra il centro di Cavarzere e Boscochiaro, deve il nome al partigiano e antifascista Flavio Busonera. Nella frazione è presente la chiesa parrocchiale dedicata alla Beata Maria Vergine Mediatrice di tutte le Grazie.

## Economia
Definito, durante il dominio della Repubblica di Venezia, il "Granaio della Serenissima", l'economia del territorio è sempre stata di tipo prevalentemente agricolo, ma vi sono anche alcune aziende di carattere industriale importanti, come la Turatti srl, la ILCEV e le aziende ciclistiche Esperia e Bottecchia. Cavarzere rientra nel territorio del Consorzio di tutela del radicchio di Chioggia IGP, specificatamente per la tipologia tardiva autunno-invernale. Inoltre, è sede di un grosso stabilimento con silos di stoccaggio e lavorazione dei cereali del Consorzio agrario di Padova e Venezia Soc. Coop A.R.L.

## Infrastrutture e trasporti

### Ferrovie

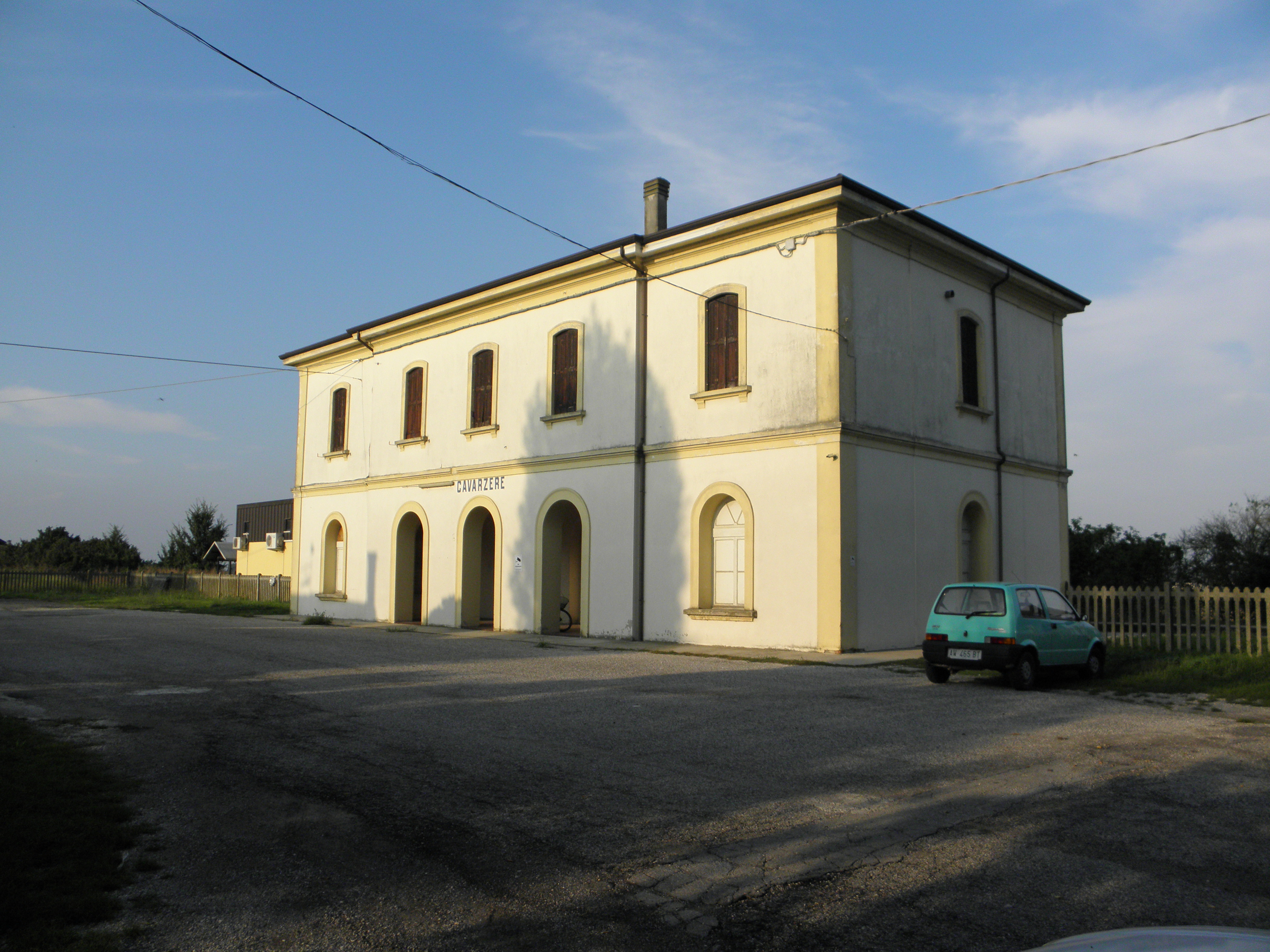
La stazione del treno di Cavarzere in zona artigianale.

Il 3 febbraio 1916 fu aperta all'esercizio ferroviario la tratta Piove di Sacco - Adria, gestita dal gruppo "ex Veneta". Dal 28 ottobre 1931 fu aggiunta la tratta Piove di Sacco - Mestre. Al comune di Cavarzere fu destinata in un primo momento una sola fermata situata in località Curiolo. Successivamente, tolta l'impianto di Curiolo, fu costruita una piccola stazione in Via Petrarca. A implementare i servizi per i cittadini, venne poi costruita una stazione con due binari nella parte settentrionale della Zona Artigianale. Attualmente, la fermata di Via Petrarca reca la denominazione di "Cavarzere Centro" e quella della Zona Artigianale semplicemente "Cavarzere". Il servizio della ferrovia Adria-Mestre è gestito da Sistemi Territoriali.

### Aeroporti
A circa 12,3 km a sud est da Cavarzere è situata una piccola aviosuperficie civile privata con pista in erba, la struttura si trova nella località Ca' Negra; nonostante gran parte della località risulti frazione del comune di Loreo, l'area geografica dove si trova l'aeroporto appartiene al comune di Cavarzere.

## Amministrazione

### Sindaci dal 1946
| Nominativo                                           | Nominativo                                        | Partito / Coalizione                              | Periodo                                           | Elezione                                          |
| Sindaci eletti dal Consiglio comunale (1946-1995)    | Sindaci eletti dal Consiglio comunale (1946-1995) | Sindaci eletti dal Consiglio comunale (1946-1995) | Sindaci eletti dal Consiglio comunale (1946-1995) | Sindaci eletti dal Consiglio comunale (1946-1995) |
| ---------------------------------------------------- | ------------------------------------------------- | ------------------------------------------------- | ------------------------------------------------- | ------------------------------------------------- |
|                                                      | Raffaele De Pasquale                              | Partito Comunista Italiano                        | 1946-1951                                         | 1946                                              |
|                                                      | Libero Albertin                                   | Partito Comunista Italiano                        | 1951-1954                                         | 1951                                              |
|                                                      | Dante Badiale                                     | Partito Comunista Italiano                        | 1954-1965                                         | (1951)                                            |
| 1956                                                 | Dante Badiale                                     | Partito Comunista Italiano                        | 1954-1965                                         |                                                   |
| 1960                                                 | Dante Badiale                                     | Partito Comunista Italiano                        | 1954-1965                                         |                                                   |
|                                                      | Ernesto Zulian                                    | Partito Socialista Italiano                       | 1965-1968                                         | 1964                                              |
|                                                      | Arrigo Contiero                                   | Partito Socialista Italiano                       | 1968-1970                                         | (1964)                                            |
|                                                      | Dante Badiale                                     | Partito Comunista Italiano                        | 1970-1980                                         | 1970                                              |
| 1975                                                 | Dante Badiale                                     | Partito Comunista Italiano                        | 1970-1980                                         |                                                   |
|                                                      | Aldo Chiebao                                      | Partito Comunista Italiano                        | 1980-1985                                         | 1980                                              |
|                                                      | Ivo Del Biondo                                    | Partito Socialista Italiano                       | 1985-1987                                         | 1985                                              |
|                                                      | Maurizio Braga                                    | Partito Socialista Italiano                       | 1987-1988                                         | (1985)                                            |
|                                                      | Nadio Grillo                                      | Partito Comunista Italiano                        | 1988-1990                                         | (1985)                                            |
|                                                      | Renzo Zampieri                                    | Democrazia Cristiana                              | 1990-1992                                         | 1990                                              |
|                                                      | Nadio Grillo                                      | Partito Democratico della Sinistra                | 1992-1995                                         | (1990)                                            |
| Sindaci eletti direttamente dai cittadini (dal 1995) |                                                   |                                                   |                                                   |                                                   |
|                                                      | Pier Luigi Parisotto                              | Centro Cristiano Democratico                      | 1995-2004                                         | 1995                                              |
|                                                      | Pier Luigi Parisotto                              | Centro-destra                                     | 1995-2004                                         | 1999                                              |
|                                                      | Tiziana Mattiazzi                                 | Centro-sinistra                                   | 2004-2005                                         | 2004                                              |
|                                                      | Piera Bumma (Commiss. prefettizio)                | -                                                 | 2005-2006                                         | -                                                 |
|                                                      | Pier Luigi Parisotto                              | Centro-destra                                     | 2006-2011                                         | 2006                                              |
|                                                      | Henri Tommasi                                     | Centro-sinistra                                   | 2011-2021                                         | 2011                                              |
| 2016                                                 | Henri Tommasi                                     | Centro-sinistra                                   | 2011-2021                                         |                                                   |
|                                                      | Pierfrancesco Munari                              | Centro-destra                                     | 2021-in carica                                    | 2021                                              |

### Gemellaggi
- Cassino, dal 1998
- Settimo Torinese, dal 2000
- Cugnaux, dal 2001
- Valinhos, dal 2010

## Sport

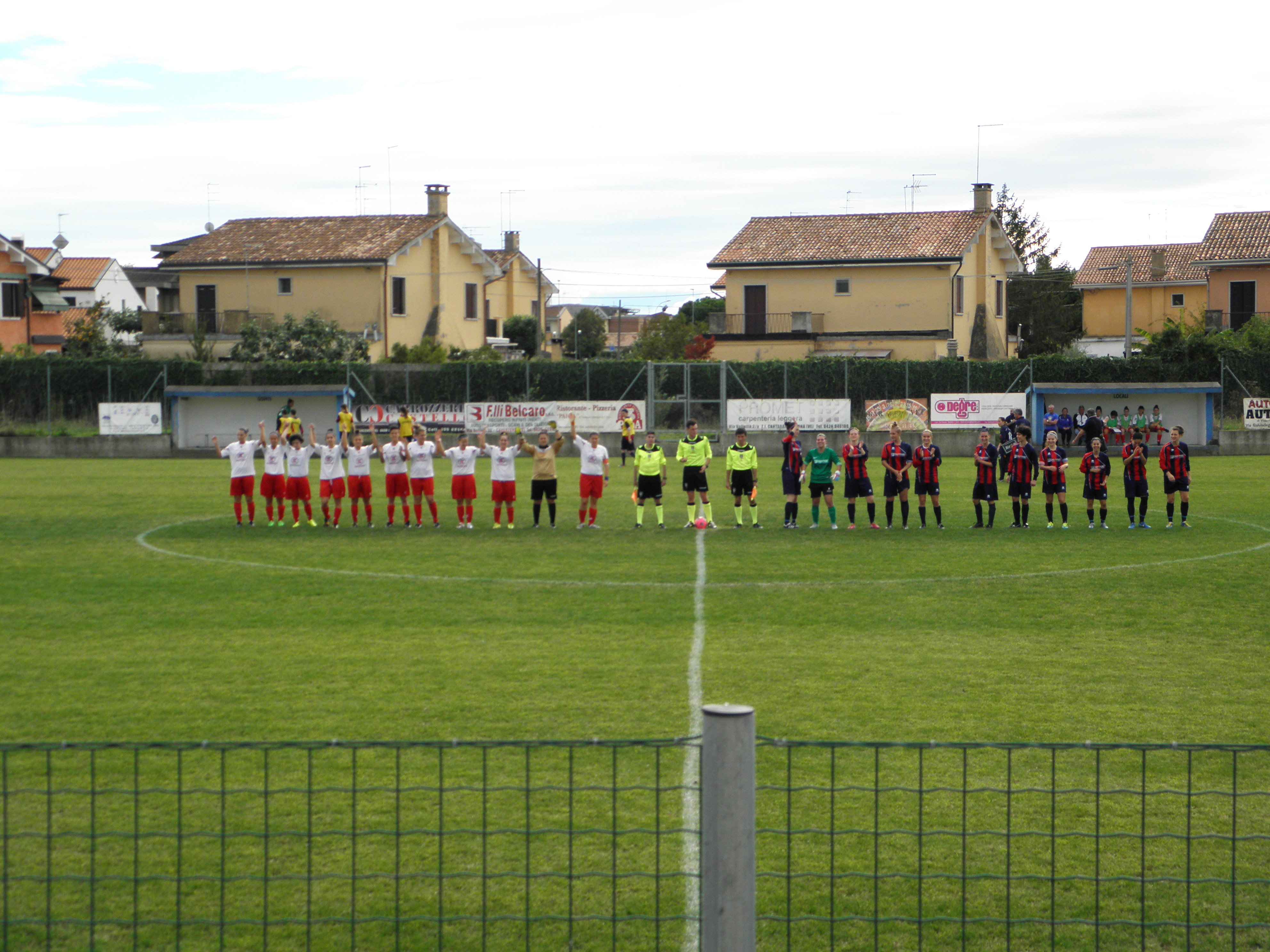
vs. (2015-2016) allo Stadio Peppino Di Rorai, dedicato al capitano granatiere.

Sono presenti società attive in diverse discipline sportive
- calcio maschile: l'A.S.D. Calcio Cavarzere e l'A.S.D. Adige Cavarzere nato nel 2013, la Real San Marco e l'A.S.D. Boscochiaro.
- Calcio femminile: ASD Gordige Calcio Ragazze[15].

La squadra è nata nel 1989 ed ha raggiunto nella stagione 2011-2012 la serie A2. Nelle sue file hanno militato Laura Barbierato, Elisa Camporese, Sara Penzo, Michela Rodella. Nella stagione 2012-2013 la società metterà in campo 4 squadre, nelle categorie A2, juniores (primavera), esordienti e pulcine. Attualmente milita nella serie B nazionale ma è importante perché ha una squadra Juniores ed una squadra Esordienti che danno linfa alla squadra maggiore. Tra le poche realtà femminili ad avere la filiera completa delle età anche nel calcio femminile, è punto di riferimento per le atlete della provincia di Rovigo e della bassa padovana e veneziana.
- Pallacanestro la società militante è la Scuola Basket Polesine SBP con prima sede a Rosolina la quale può contare solo del settore giovanile.

## Galleria d'immagini

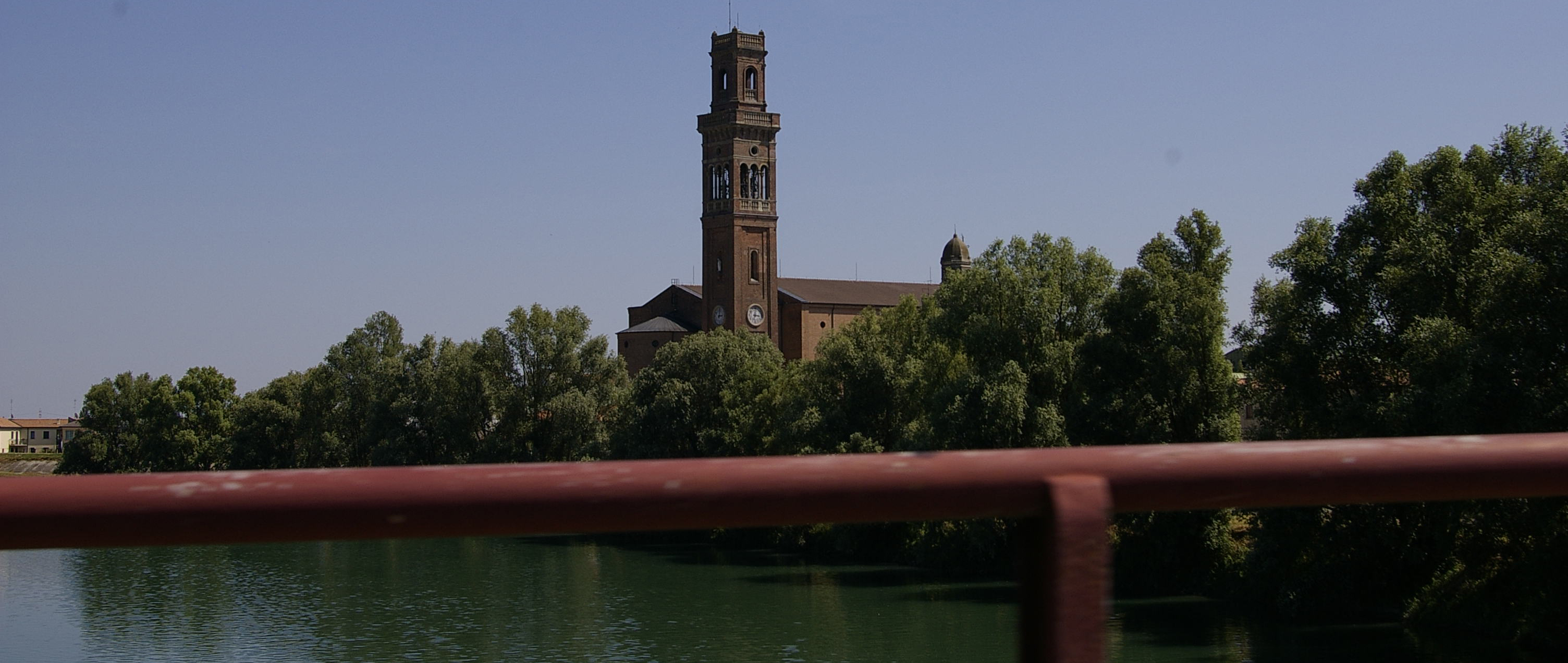
Cavarzere vista dal ponte sul fiume Adige
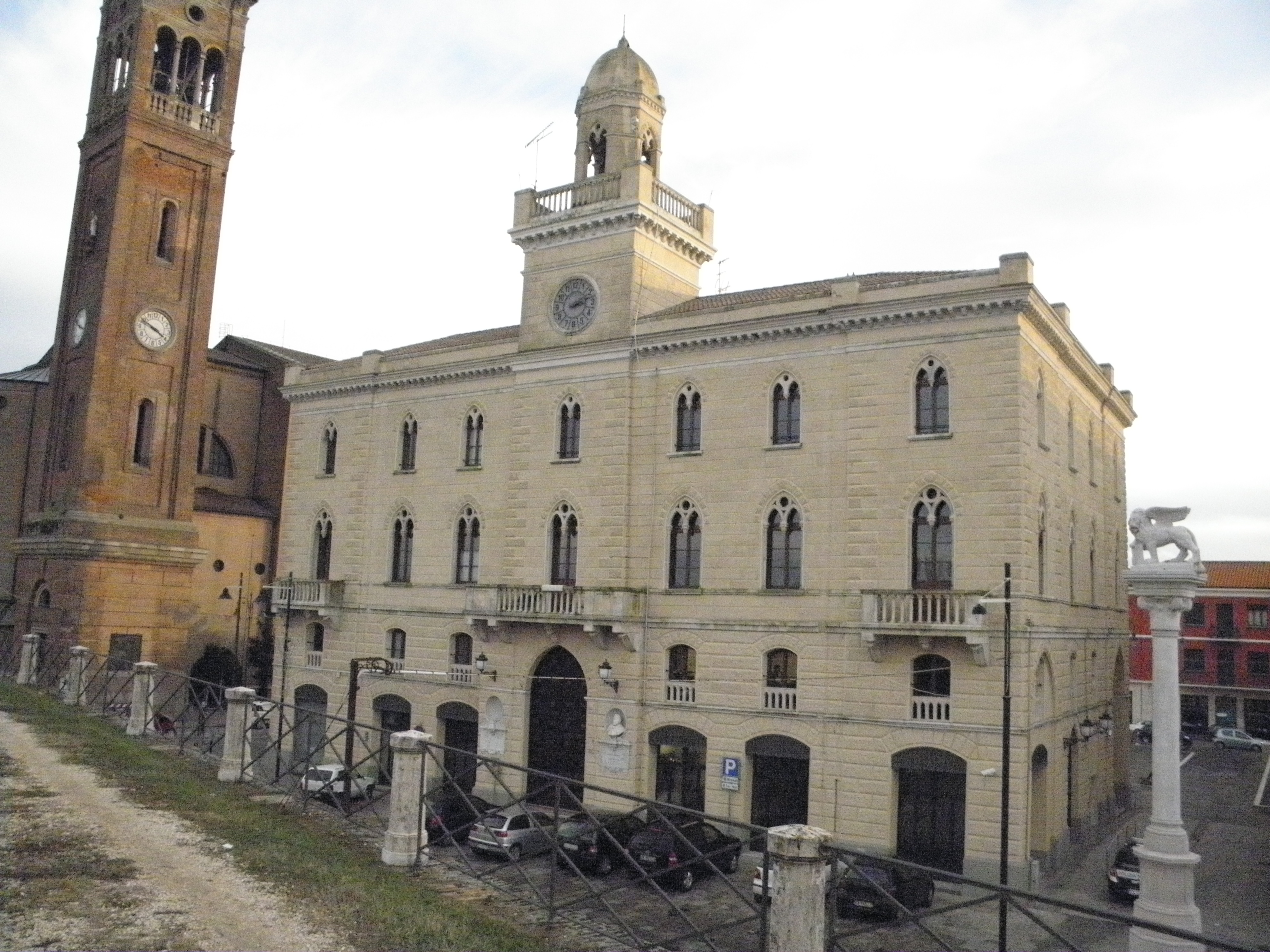
L'entrata del municipio (dopo il restauro) con la torre campanaria del duomo e la colonna marciana
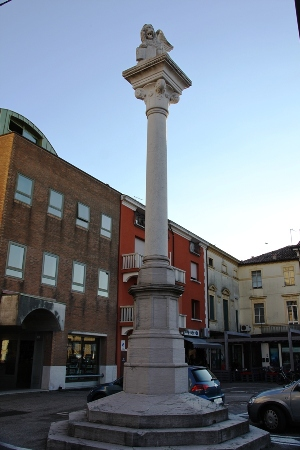
La colonna con il Leone di San Marco
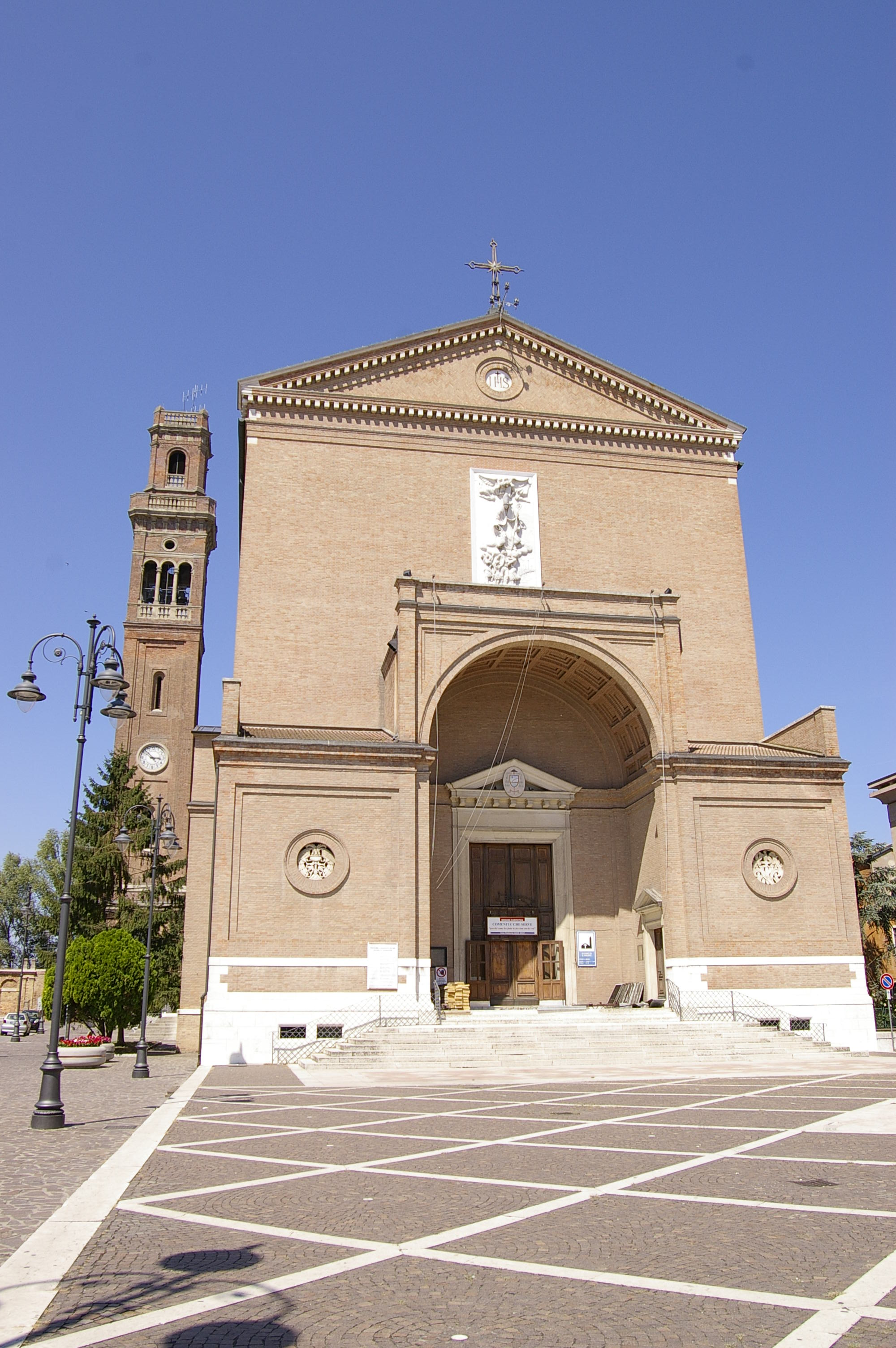
Vista della facciata della chiesa principale con il campanile
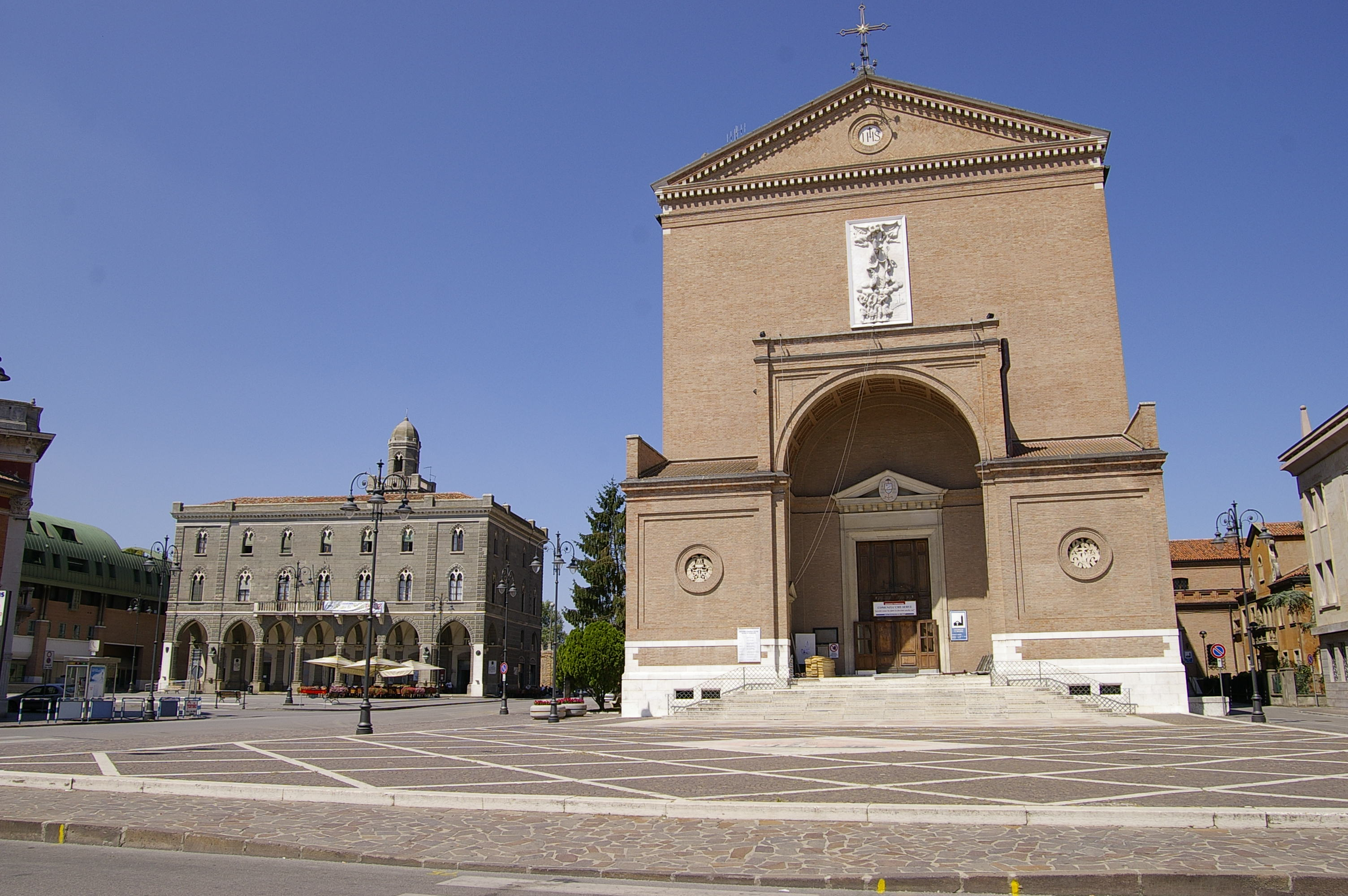
Vista del centro di Cavarzere con la chiesa e il municipio
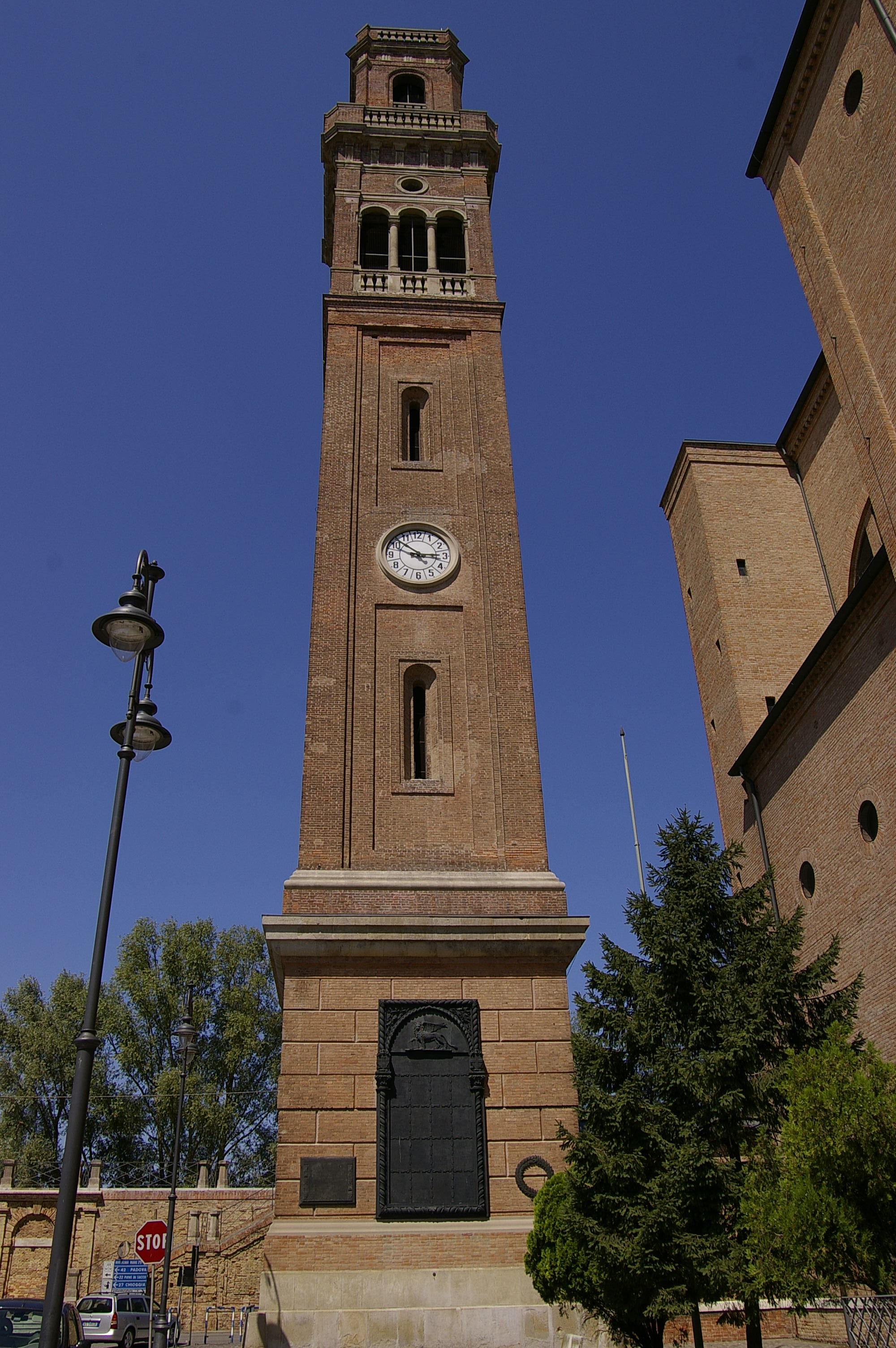
Torre Barbiani (Il campanile)
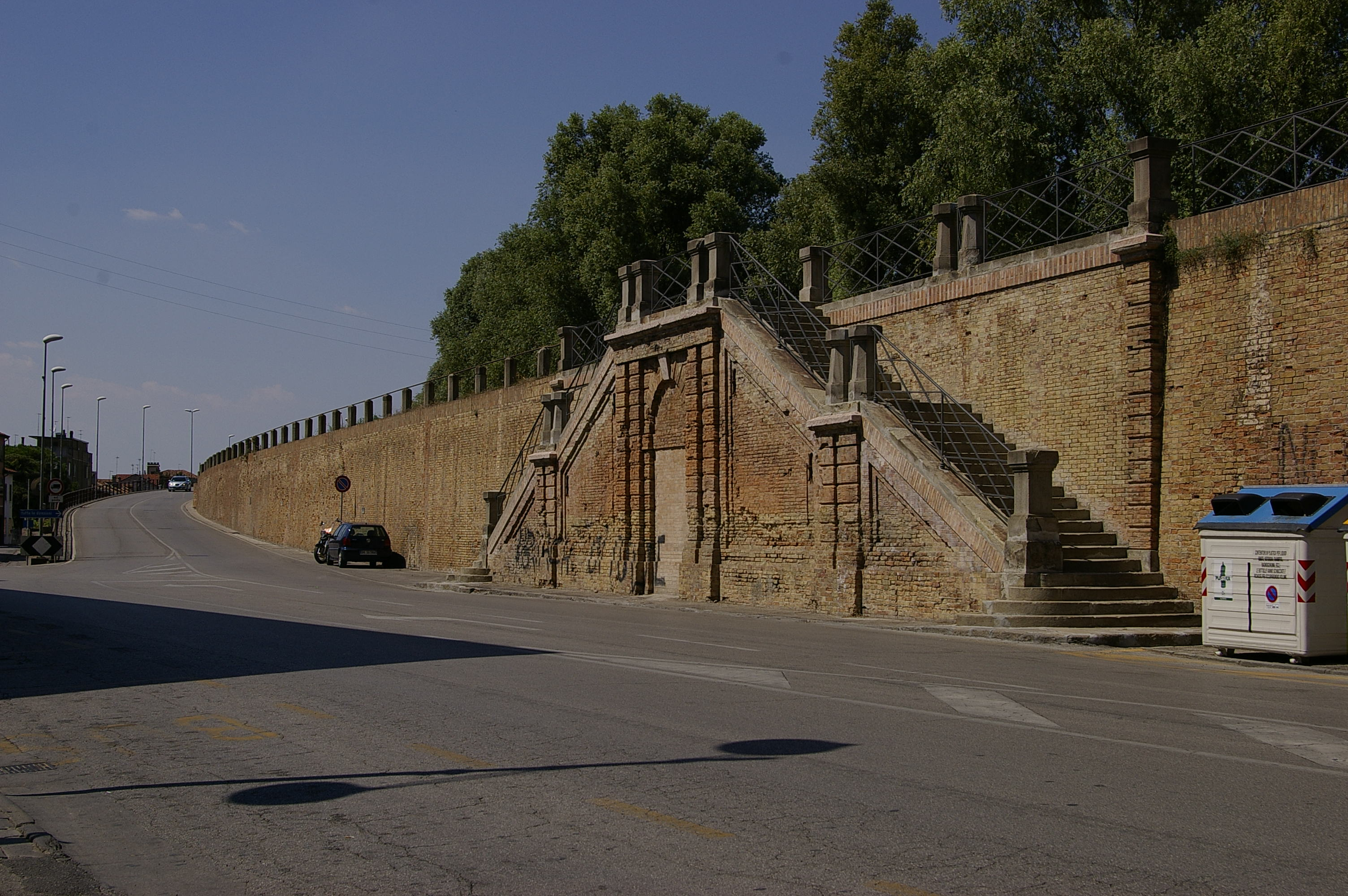
Muraglione in mattoni dell'argine sul fiume Adige, con le scalinate per l'accesso pedonale
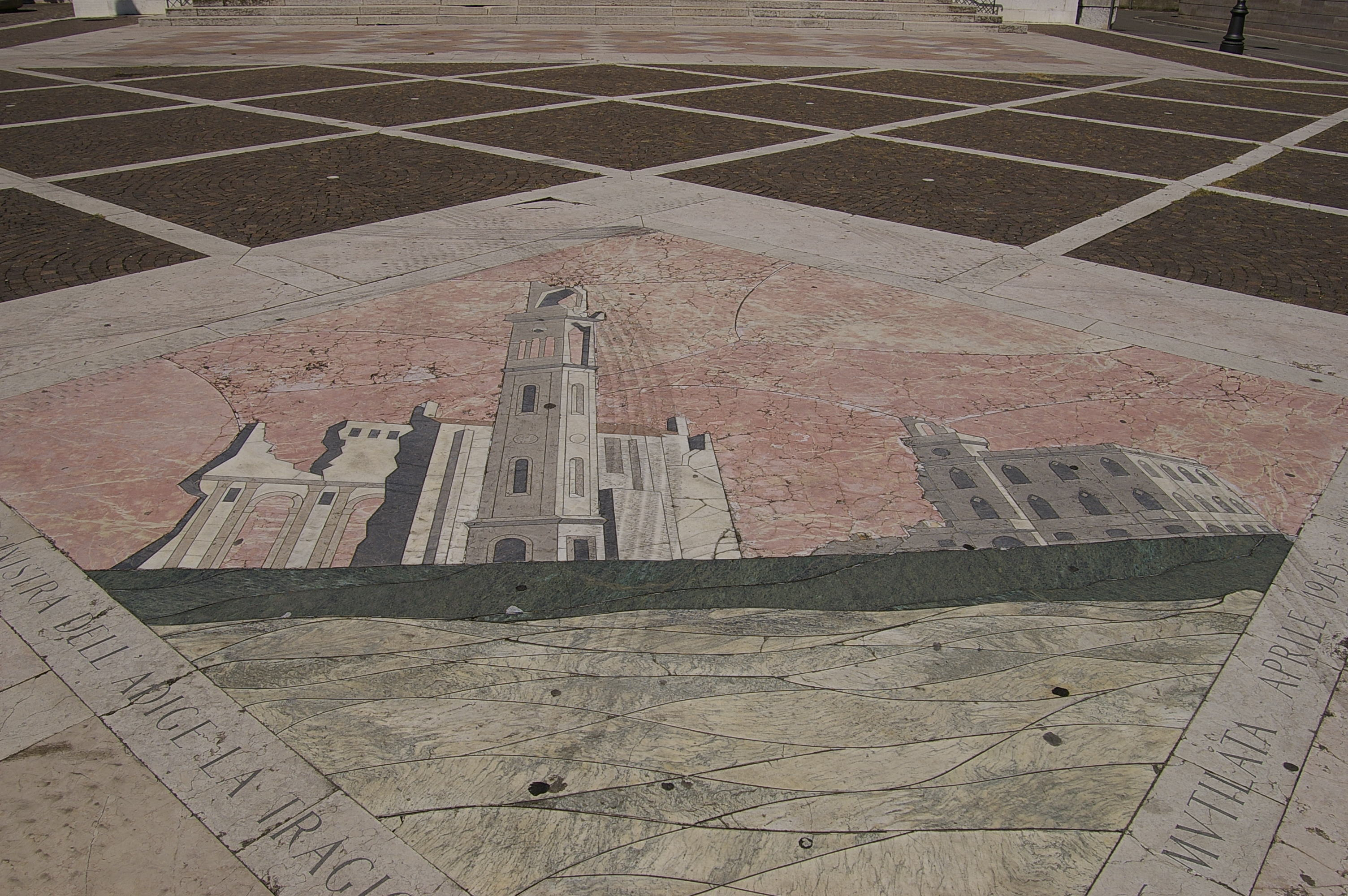
Distruzioni nel centro dopo la seconda guerra mondiale
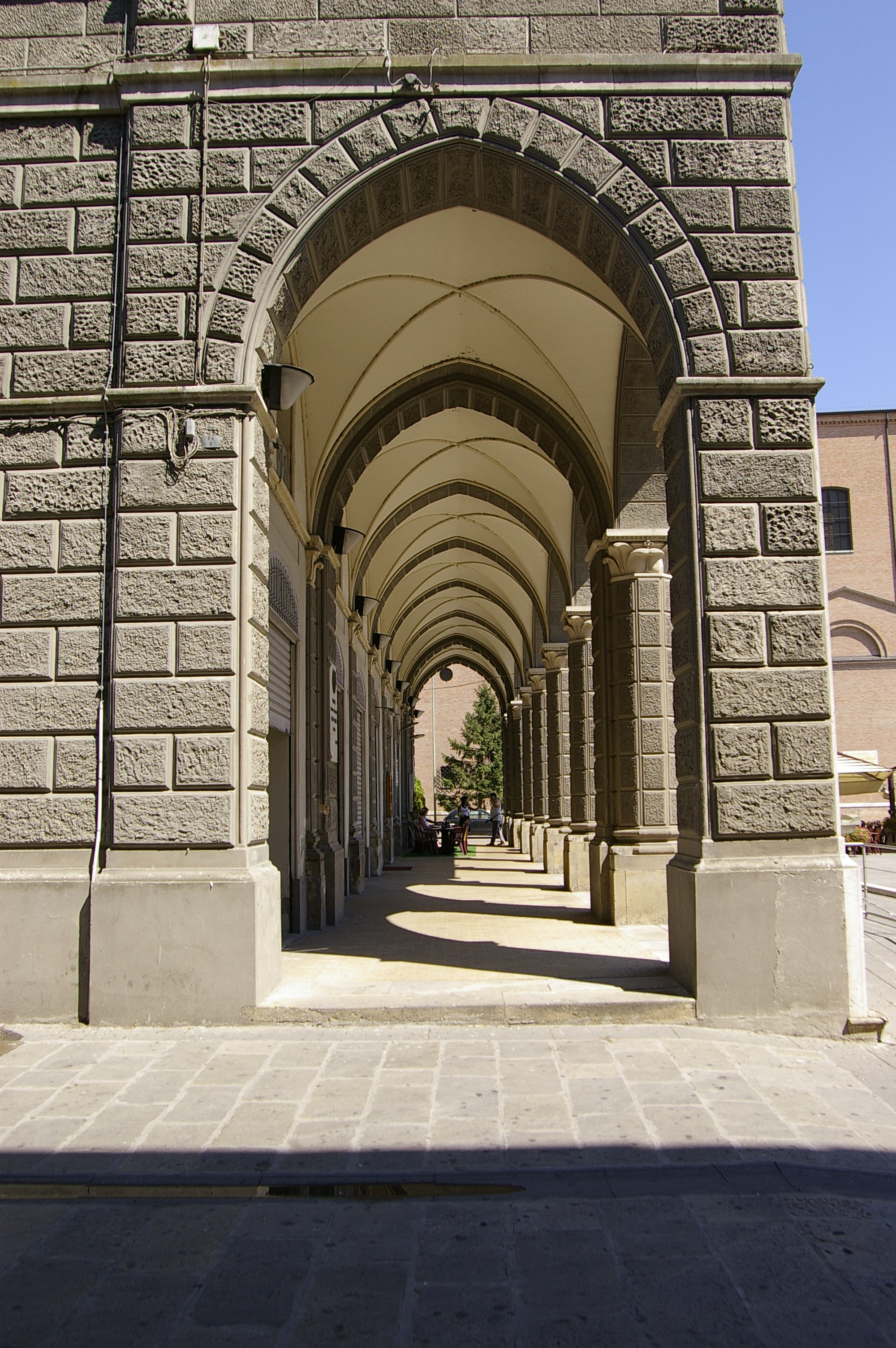
Portico del palazzo Barbiani sede del municipio
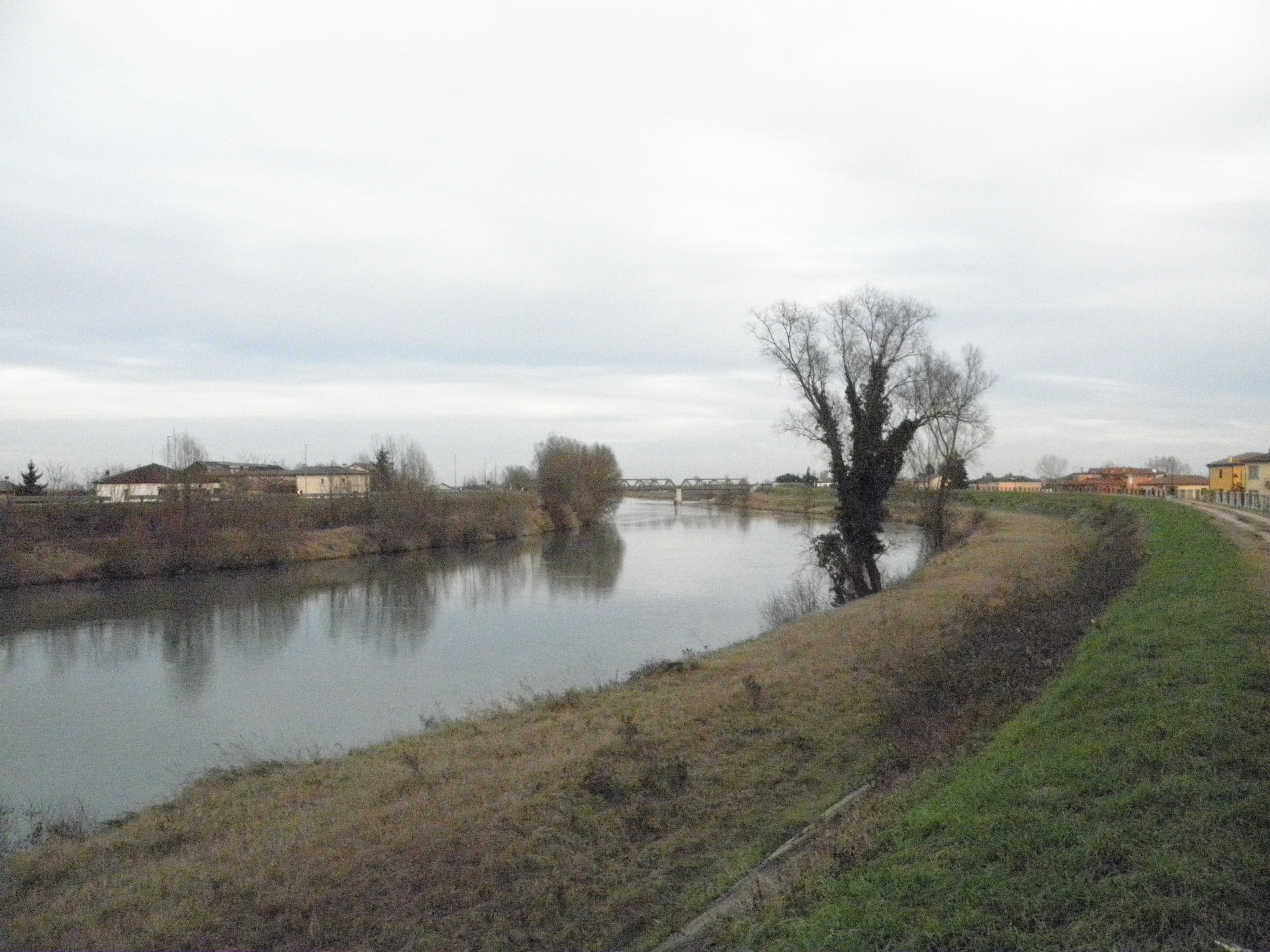
Il fiume Adige, visto dall'argine, che taglia il centro della città
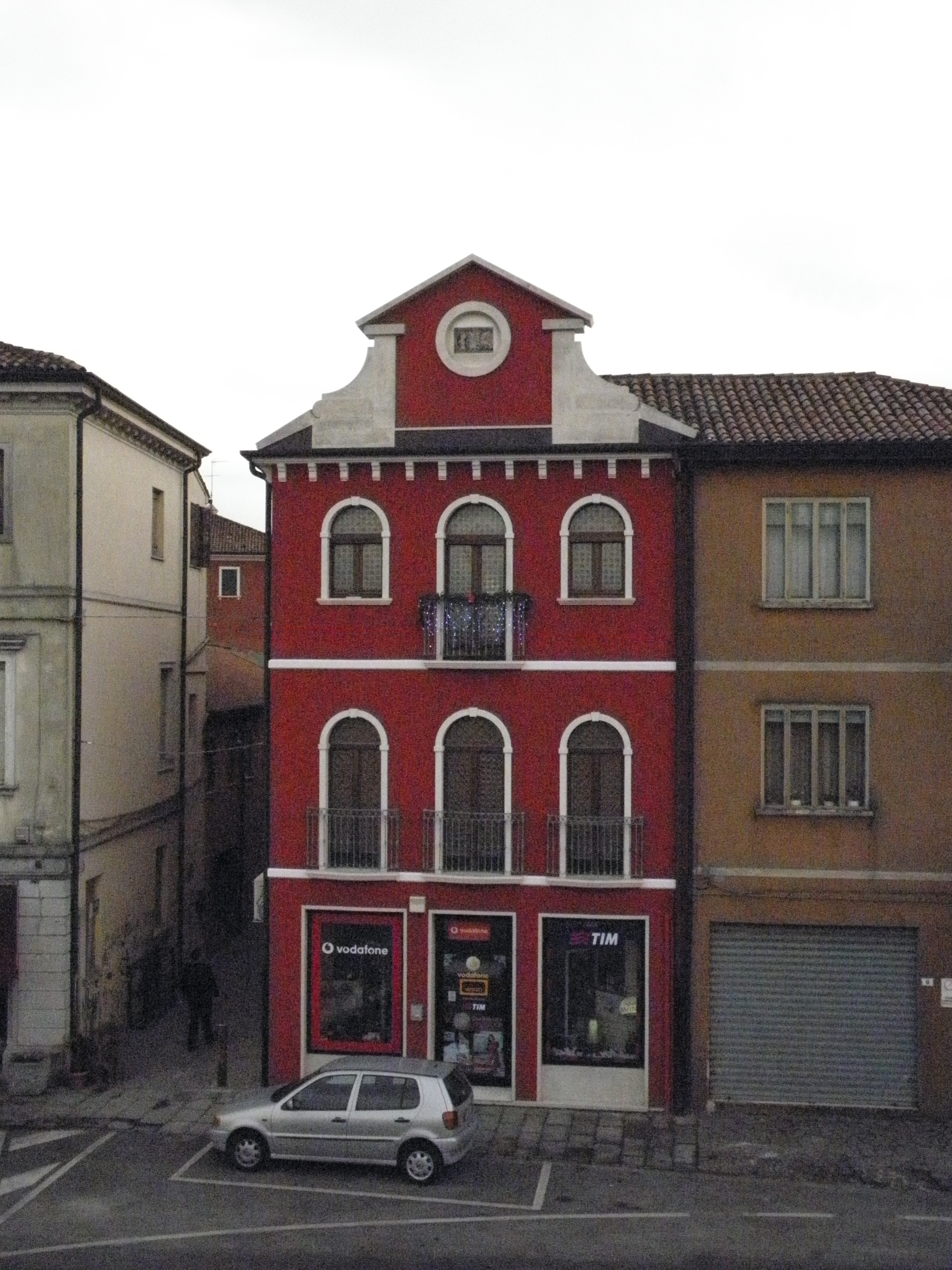
Palazzina del centro storico
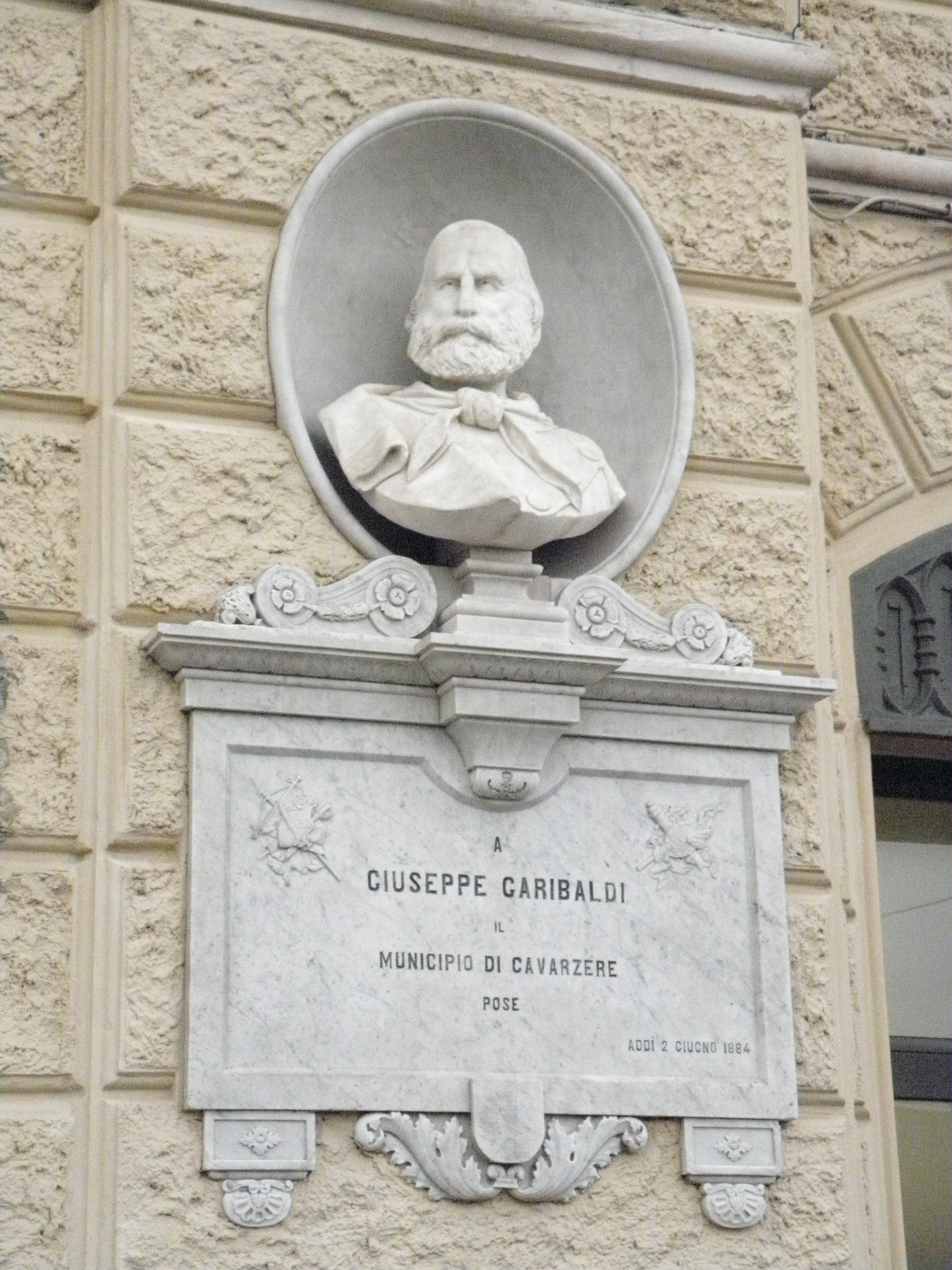
Busto di Giuseppe Garibaldi

### Frazioni

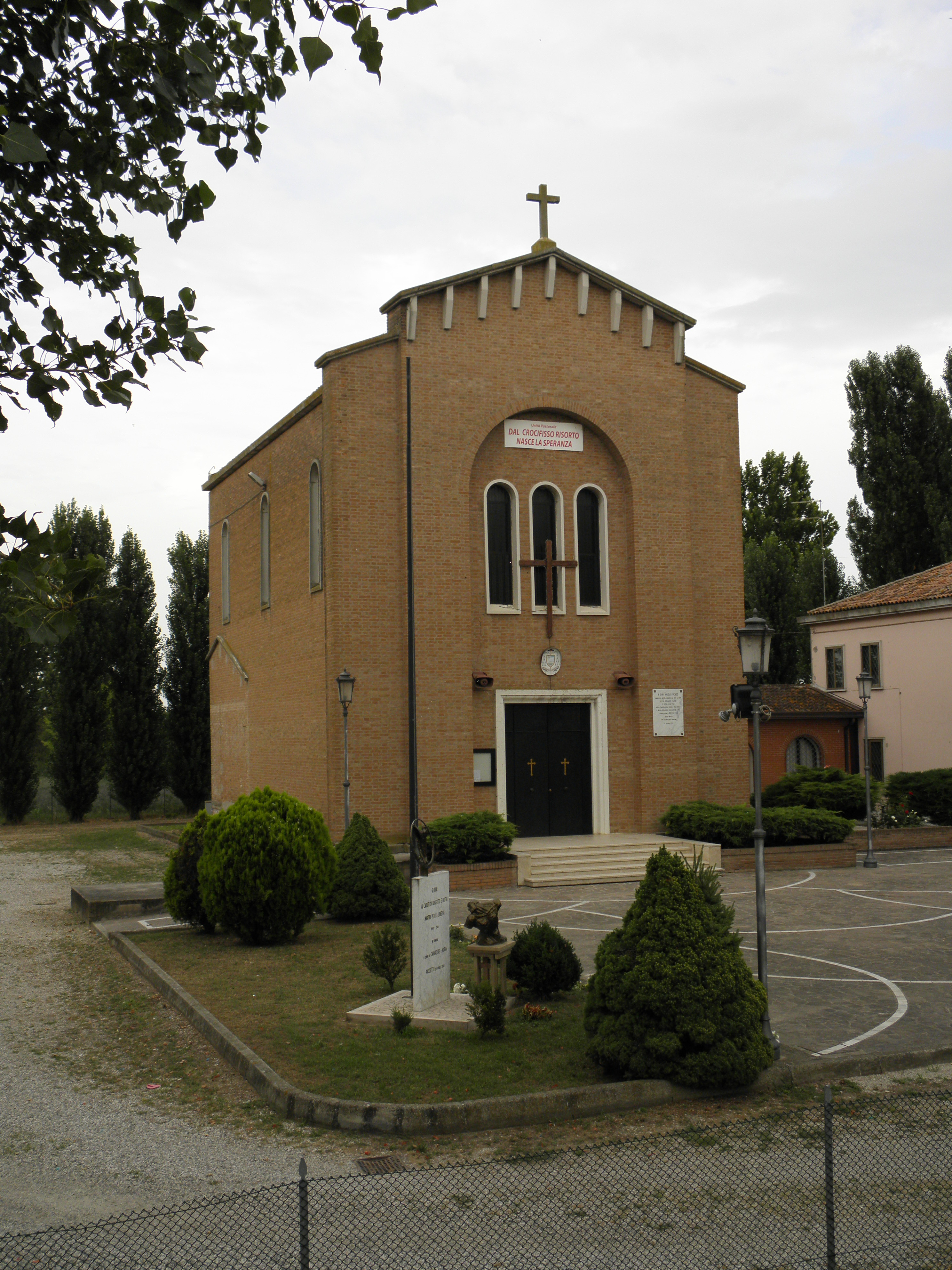
Località Passetto
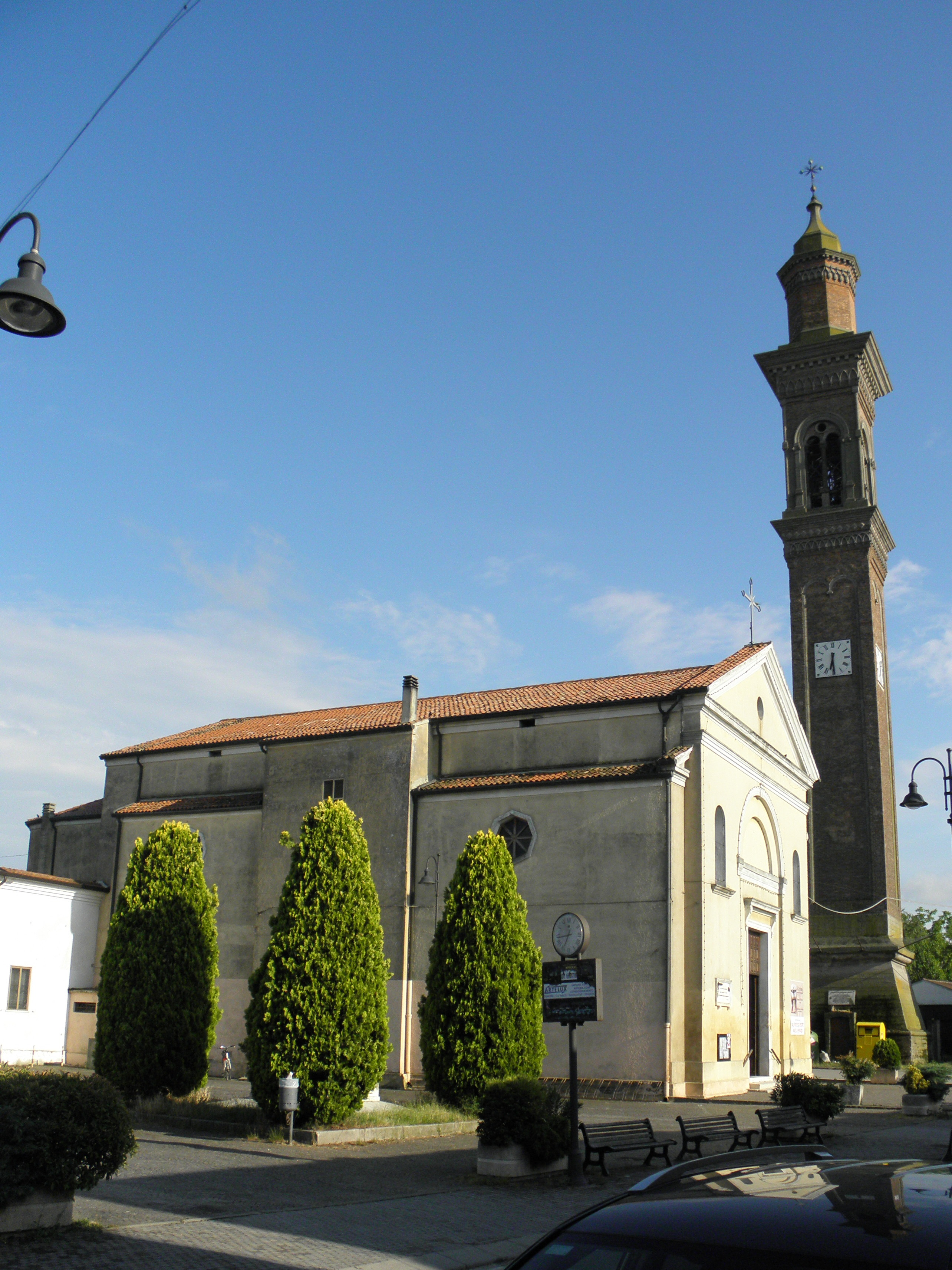
Frazione Rottanova
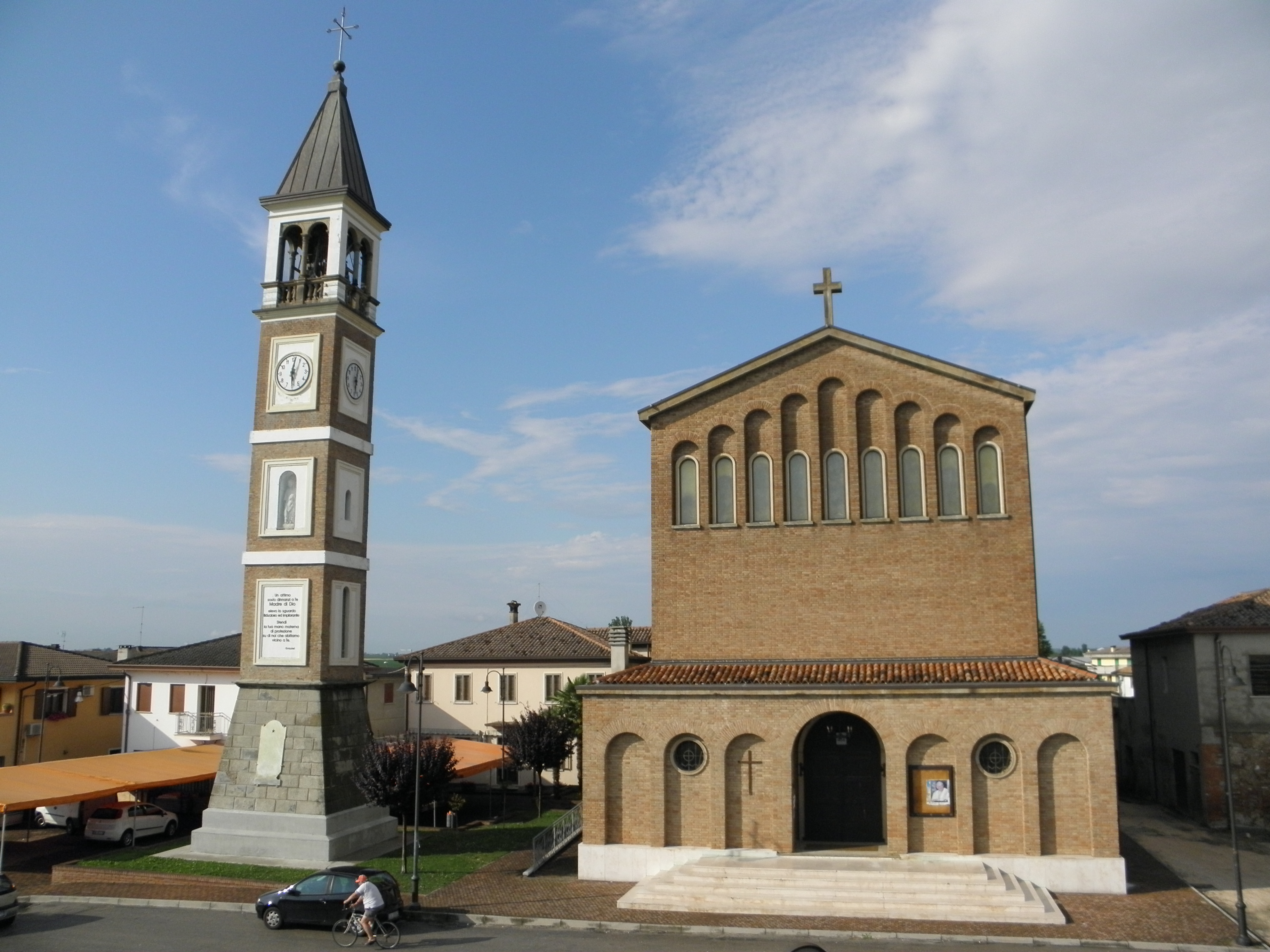
Frazione San Pietro
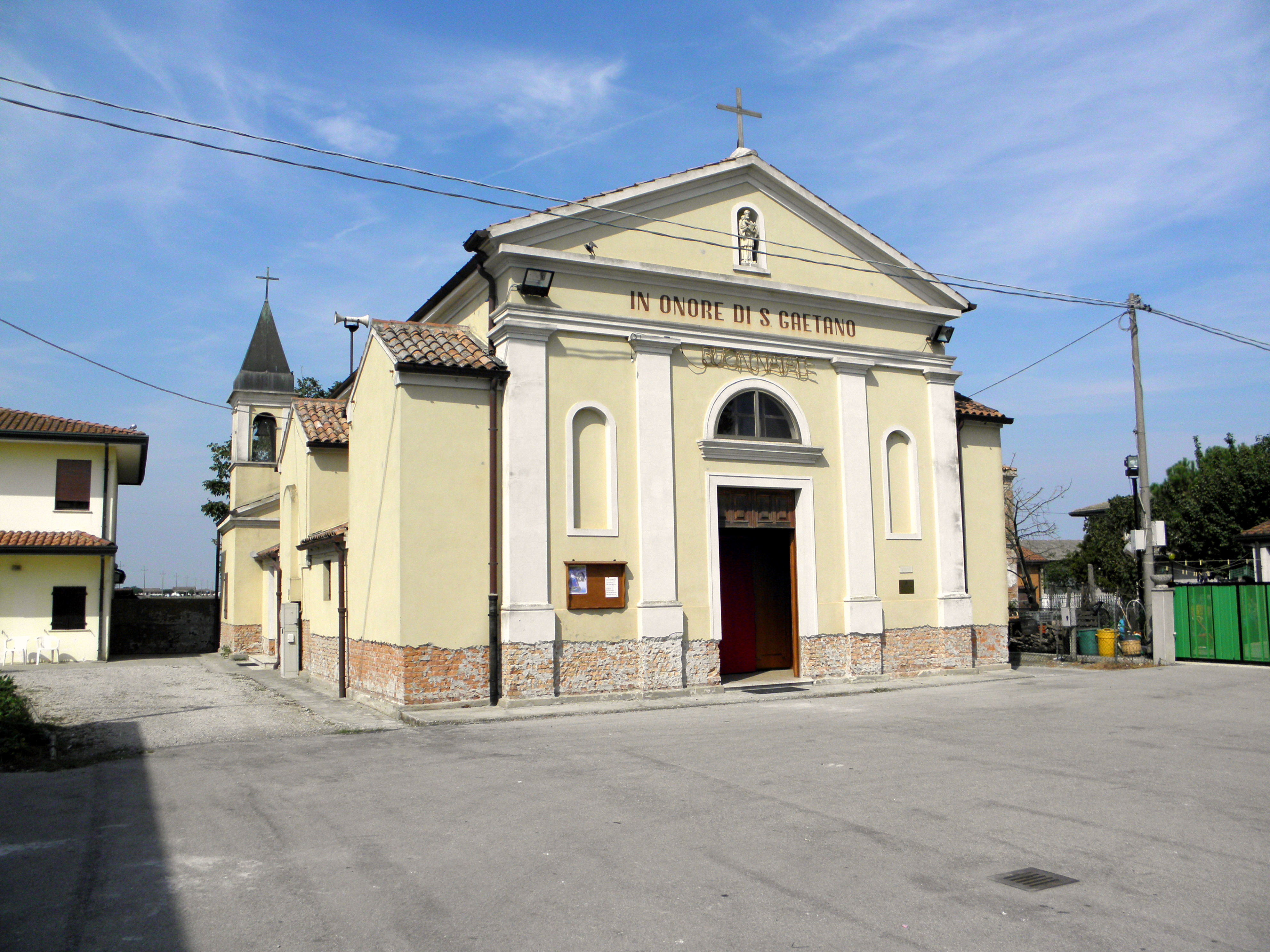
Frazione San Gaetano
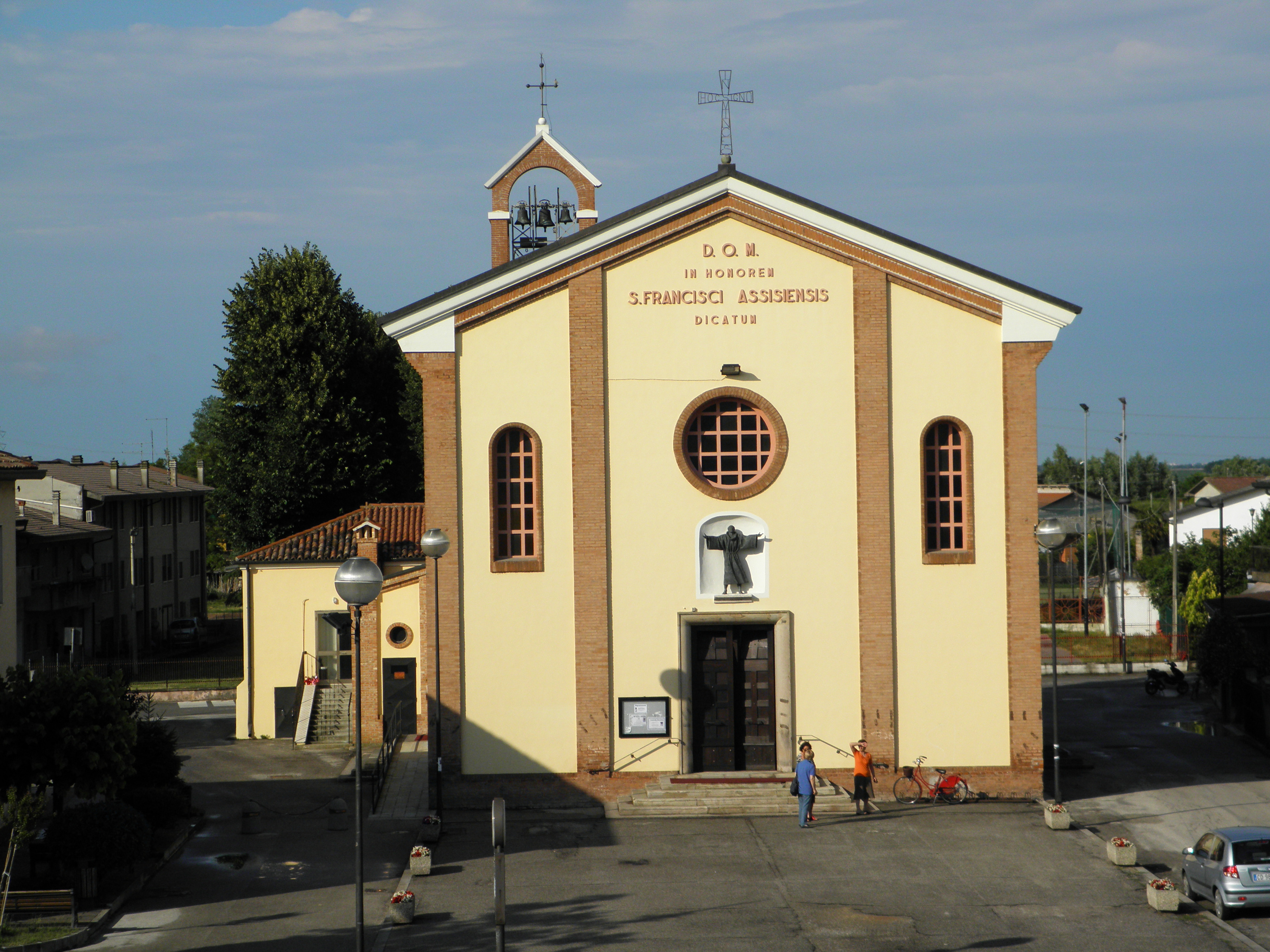
Frazione Boscochiaro